# ماری پوسا
ماری پوسا (انگلیسی: Mari Possa؛ زاده ۲۱ ژانویهٔ ۱۹۸۰) یک بازیگر پورنوگرافی اهل ایالات متحده آمریکا است.